# Mauzoleum Książąt Żagańskich
Mauzoleum Książąt Żagańskich – rodzinny grobowiec książąt żagańskich z rodu Bironów, ufundowany przez księżną Dorotę de Talleyrand-Périgord. Znajduje się w kościele Świętego Krzyża w Żaganiu.

## Historia
W XIX stuleciu właścicielka Żagania księżna Dorota de Talleyrand-Périgord zleciła swemu architektowi, Leonhardowi Dorst von Schatzenbergowi, w roku 1849 przebudowę kościoła, celem budowy było stworzenie w nim rodzinnego grobowca. Jako pierwsza spoczęła tam w 1841 r. Wilhelmina, księżna księżna żagańska oraz właścicielka dóbr nachodzkich. Była córką księcia Kurlandii Piotra Birona i jego żony Doroty von Medem. Jej młodszymi siostrami były Paulina Hohenzollern-Hechingen, Joanna Acarenza oraz Dorota de Talleyrand-Périgord. Wilhelmina zmarła 29 listopada 1839 r. w Wiedniu.
W 1862 r. umarła księżna Dorota po długiej i ciężkiej chorobie, w wyniku powikłań po wypadku jej powozu w drodze z Zatonia do Żagania. Została pochowana w rodzinnym grobowcu, a na jej pogrzeb z terenu księstwa przybyło 10 tysięcy ludzi. Dnia 21 marca 1898 roku, o godzinie 5.00, w swoim apartamencie w Berlinie umarł książę żagański Napoleon Ludwik, syn księżnej Doroty, żonaty z Rachelą Elżbietą de Castellane (1823-1895). 24 marca odprawiono uroczystości żałobne w kościele pw. św. Jadwigi Śląskiej, następnie trumnę z ciałem Napoleona przywieziono koleją żelazną do Żagania. Pogrzeb księcia odbył się 25 marca, został pochowany w kaplicy bocznej w mauzoleum. Wszystkie sarkofagi znajdują się tam do dziś.

## Opis
Po lewej stronie ołtarza znajduje się sarkofag Wilhelminy; jej serce znajduje się we wnęce ściennej. Po prawej stronie ołtarza znajduje się sarkofag księżnej Doroty, zaś po prawej strony od wejścia umiejscowiony jest sarkofag księcia Ludwika Napoleona. Wszystkie sarkofagi są otoczone kratami, zaś na ich górnej części są wypisane tytuły i dane książąt. Na sarkofagach Wilhelminy i Doroty widnieją ich podobizny.

## Pochowani
- Wilhelmina żagańska, niem. Katharina Friederike Wilhelmine Benigna von Kurland (ur. 8 lutego 1781 w Mitawie, zm. 29 listopada 1839 w Wiedniu) – księżna żagańska, właścicielka dóbr nachodzkich.
- Dorota de Talleyrand-Périgord (ur. 21 sierpnia 1793 w Berlinie, zm. 19 września 1862 w Żaganiu) – księżniczka kurlandzka, hrabina de Périgord (1809), księżna Dino (1817), księżna de Talleyrand (1838), księżna żagańska (1845), polityk, filantropka i mecenaska kultury.
- Ludwik Napoleon de Talleyrand-Périgord (ur. 12 marca 1811 w Paryżu, zm. 21 marca 1898 w Berlinie) – książę żagański (1862 - 1898), książę de Valençay (1829 - 1898), książę de Talleyrand-Périgord, książę Dino, francuski arystokrata, żołnierz i polityk; żonaty z Rachelą Elżbietą de Castellane (1823-1895). Nad portalem wejściowym wolnostojącej kaplicy grobowej Racheli znajdują się tarcze z herbami Ludwika de Talleyranda-Périgorda i jego żony Racheli  de Castellane[5].

## Galeria

Herb Ludwika de Talleyrand-Périgord
Herb Racheli de Castellane
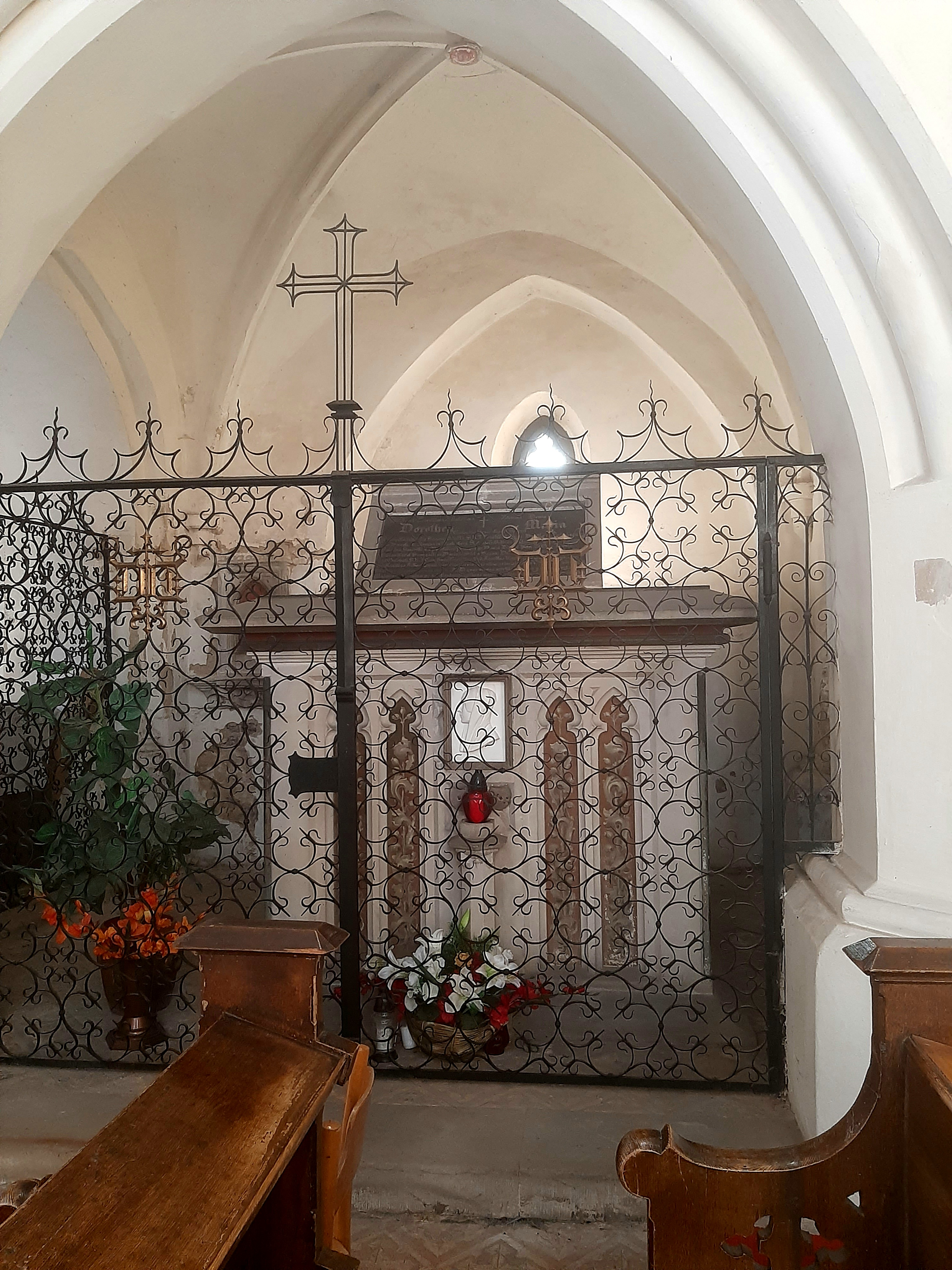
Sarkofag księżnej Doroty
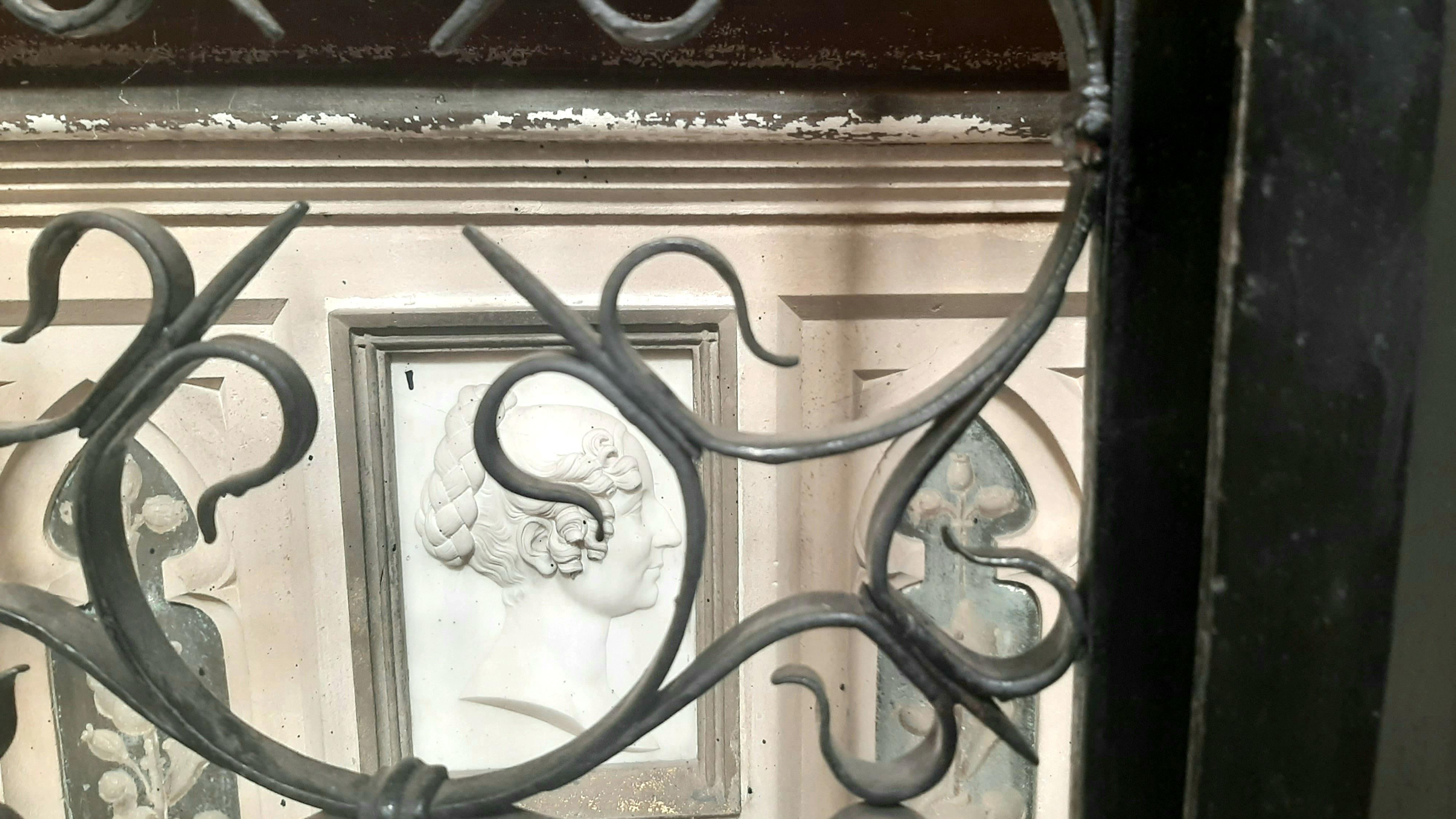
Sarkofag księżnej Wilhelminy
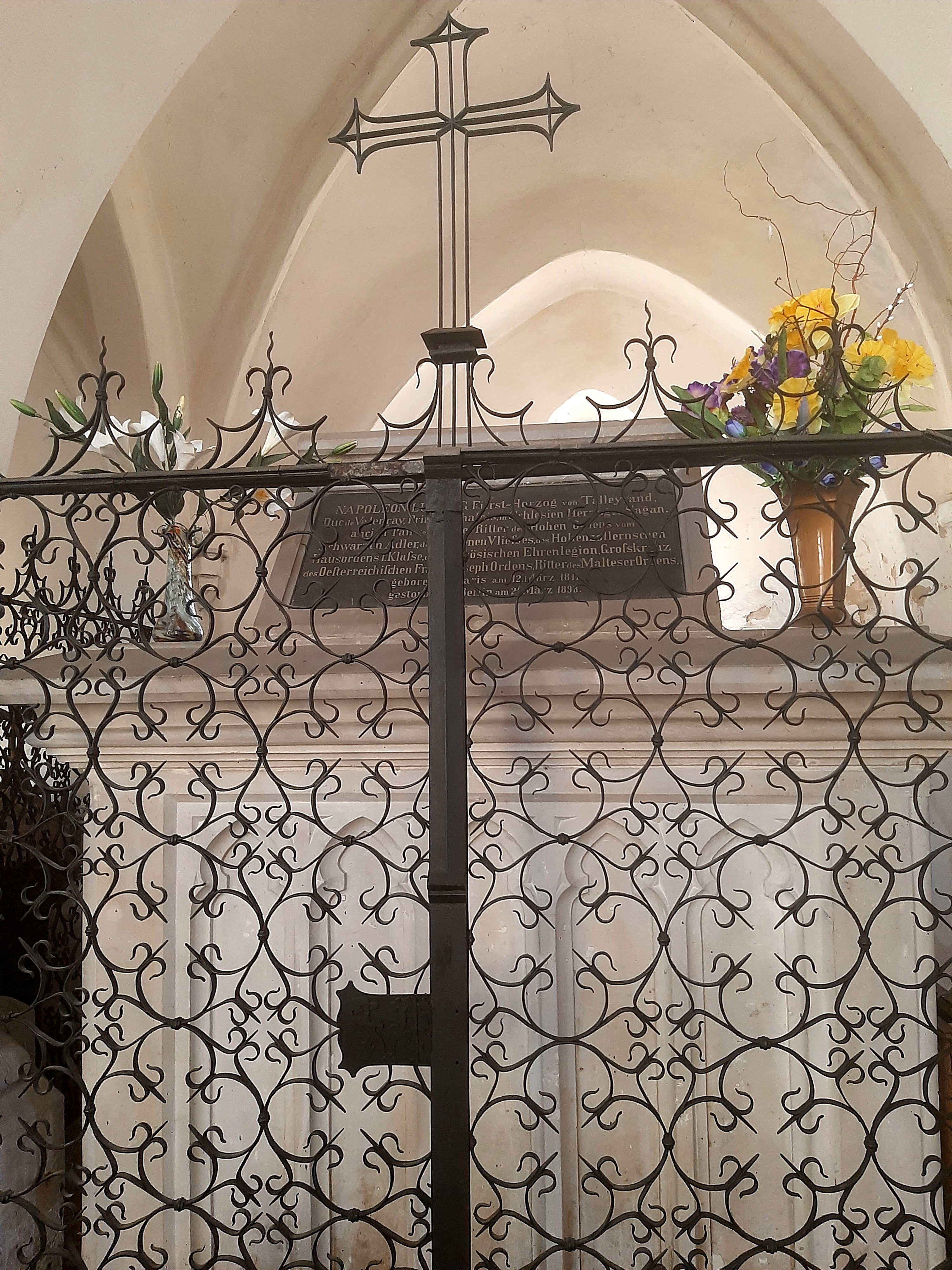
Sarkofag księcia Ludwika Napoleona
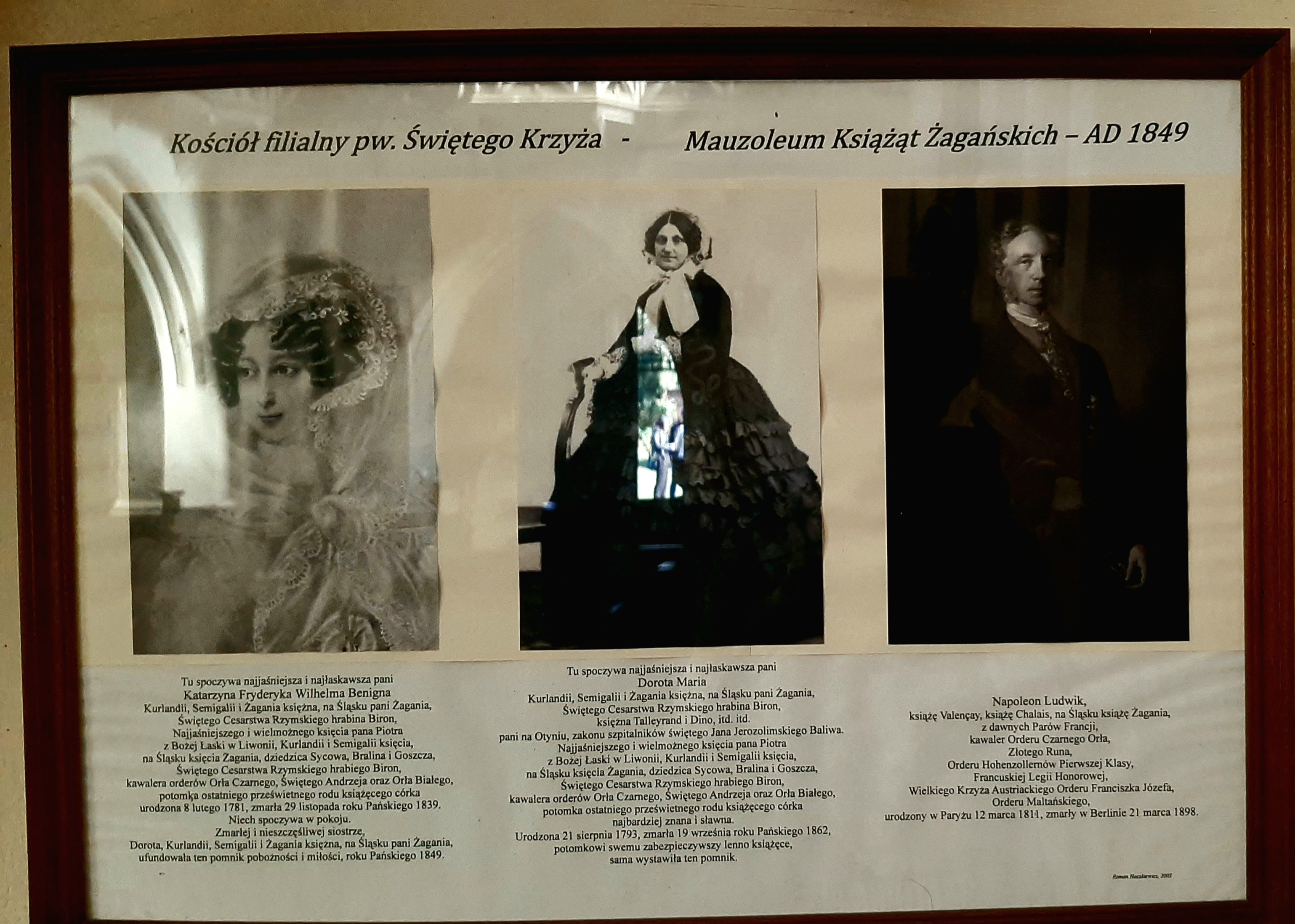
Tabliczka informacyjna